# Mimicat
Мариза Исабель Лопеш Мена (порт. Marisa Isabel Lopes Mena, род. 25 октября 1984, Коимбра, Португалия), более известная как Мимикэт (англ. Mimicat) — португальская певица и композитор, выступающая в жанрах поп и соул. Представляла Португалию на конкурсе песни «Евровидение-2023», заняв 23-е место.
В 2001 году участвовала в отборе на «Евровидение» с песней «Mundo Colorido» («Красочный мир») под сценическим псевдонимом Izamena, но не смогла выйти в финал. Также участвовала в португальском национальном отборе на «Евровидение-2023» с песней «Ai Coração» («О сердце»). Она исполнила её в первом полуфинале и прошла в финал, где заняла первое место, таким образом, получив право представлять Португалию на «Евровидении» в 2023 году.

## Дискография

### Альбомы
| Название     | Подробно                                              | Пиковые позиции |
| Название     | Подробно                                              | POR             |
| ------------ | ----------------------------------------------------- | --------------- |
| For You      | - Выпущен: 20 октября 2014 (POR) - Лейбл: Sony Music  | —               |
| Back in Town | - Выпущен: 22 сентября 2017 (POR) - Лейбл: Sony Music | 43              |

### Синглы
| Название                                                                                    | Год  | Пиковые позиции | Альбом                  |
| Название                                                                                    | Год  | POR             | Альбом                  |
| ------------------------------------------------------------------------------------------- | ---- | --------------- | ----------------------- |
| «Tell Me Why»                                                                               | 2014 | —               | For You                 |
| «Saviour»                                                                                   | 2015 | —               | For You                 |
| «Stay Strong»                                                                               | 2016 | —               | Back in Town            |
| «Gave Me Love»                                                                              | 2016 | —               | Back in Town            |
| «Fire»                                                                                      | 2017 | —               | Back in Town            |
| «Going Down»                                                                                | 2017 | —               | Back in Town            |
| «Feels So Good»                                                                             | 2018 | —               | Back in Town            |
| «Going Down»                                                                                | 2018 | —               | Back in Town            |
| «Tudo ao ar»                                                                                | 2021 | —               | Non-album single        |
| «Mundo ao Contrário» (с Филипой Гончалеш)                                                   | 2022 | —               | Non-album single        |
| «Ai coração»                                                                                | 2023 | —               | Festival da Canção 2023 |
| «—» обозначает запись, которая не попала в чарты или не была выпущена на данной территории. |      |                 |                         |